# Veronica Hamel
Pour les articles homonymes, voir Hamel.
Veronica Hamel est une actrice et une mannequin américaine, née le 20 novembre 1943 à Philadelphie, Pennsylvanie (États-Unis).

## Biographie
Elle a été le mannequin de la dernière publicité télévisée pour des cigarettes aux États-Unis. Diffusée le 1er janvier 1971 à 23 h 59 dans The Tonight Show, elle faisait la promotion de la marque Virginia Slim.
Elle est notamment connue pour le personnage Joyce Davenport dans Capitaine Furillo (Hill Street Blues) qu'elle a incarné de 1981 à 1987. Elle a été nommée 5 fois aux Emmy Awards pour ce rôle. 
Elle joue Margo Shephard (la mère de Jack) dans Lost.

## Filmographie

### Cinéma
- 1971 : Klute : Un modèle
- 1976 : Apple Pie : Une artiste
- 1976 : Cannonball ! : Linda Maxwell
- 1979 : Le Dernier Secret du Poseidon (Beyond the Poseidon Adventure) : Suzanne Constantine
- 1980 : Le Jour de la fin du monde (When Time Ran Out) : Nikki
- 1988 : Double messieurs-dames (A New Life) : Kay Hutton
- 1990 : Filofax (Taking Care of Business) d'Arthur Hiller : Elizabeth Barnes
- 1998 : The Last Leprauchen : Laura Duvann
- 2002 : Disparition programmée (Determination of Death) : Virginia Halloran

### Télévision
- 1975 : Kojak (série télévisée) : Elenora
- 1976 : The Bob Newhart Show (série télévisée) : Rosemary
- 1976 : Switch (série télévisée) : Nabilla
- 1976 : Deux cent dollars plus les frais (The Rockford Files) (série télévisée) : Marcy Brownell / Sandy Lederer
- 1976 et 1978 : Starsky et Hutch (série télévisée) : Marianne Tustin / Vanessa
- 1977 : Family (série télévisée) : Vicki Webber
- 1977 : Harold Robbins' 79 Park Avenue (Feuilleton TV) : Laura Koshko
- 1977 : The Gathering (Téléfilm) : Helen Thornton
- 1978 : Ski Lift to Death (Téléfilm) : Andrea Mason
- 1979 : The Gathering, Part II (Téléfilm) : Helen
- 1979 : Dallas (série télévisée) : Leanne Rees
- 1980 : The Hustler of Muscle Beach (Téléfilm) : Sheila Dodge
- 1980 : Enschied (série télévisée) : Shannon Marshall
- 1981 : Jacqueline Susann's Valley of the Dolls (Téléfilm) : Jennifer North
- 1981 - 1987 : Capitaine Furillo (Hill Street Blues)  (série télévisée) : Joyce Davenport
- 1983 : Sessions (Téléfilm) : Lee / Randy Churchill
- 1985 : Kane and Abel (Feuilleton TV) : Kate Kane
- 1989 : Pursuit (Téléfilm) : Deborah
- 1989 : La Confrérie de la rose (Brotherhood of the Rose) (Téléfilm)
- 1990 : Elle a dit non (She Said No) (Téléfilm) : Elizabeth 'Beth' Early
- 1991 : Stop at Nothing (Téléfilm) : Nettie Forbes
- 1991 : Deadly Medicine (Téléfilm) : Kathleen Holland
- 1992 : L'Enfant du mensonge (en) (Baby Snatcher) (Téléfilm) : Bianca Hudson
- 1993 : The Disappearance of Nora (en) de Joyce Chopra (Téléfilm) : Nora Freemont
- 1993 : La Condamnation de Catherine Dodds (The Conviction of Kitty Dodds) (Téléfilm) : Kitty Dodds
- 1994 : Une ombre dans la nuit (Shadow of Obsession) (Téléfilm) : Rebecca Kendall
- 1994 : Un enfant en danger (A Child's Cry for Help) (Téléfilm) : Dr. Paula Spencer
- 1995 : Secrets (Téléfilm) : Etta Berter
- 1995 : Les Monstres (Here Come the Munsters) (Téléfilm) : Lily Munster
- 1996 : L'oeil de la justice (In the Blink of an Eye) (Téléfilm) : Micki Dickoff
- 1996 : Talk to Me (Téléfilm) : Sadie
- 1997 : Peur à domicile (Téléfilm) : Georgia Patchett
- 1997 : Stranger in My Home (Téléfilm) : Jennifer
- 1998 : Les Anges du bonheur (Touched by an Angel) (série télévisée) : Dorrie
- 2001 : Division d'élite (The Division) (série télévisée) : Myrna Roberts
- 2001 : Le fugitif (The Fugitive) (série télévisée) : Dr. Diana Thayer
- 2001 - 2002 : Philly (série télévisée) : Juge Marjorie Brennan
- 2002 - 2003 : New York 911 (Third Watch) (série télévisée) : Beth Taylor
- 2004, 2008 et 2010 : Lost (série télévisée) : Margo Shephard
- 2007 : Bone Eater (Téléfilm) : Miss Hayes